# 서석구
서석구(徐錫九, 1944년 1월 23일 ~ )는 대한민국 법조인이다. 판사 퇴직 후 변호사로 활동했다.

## 생애
계성고등학교 졸업을 거쳐 경북대학교 법학과에서 법학사 학위를 받았으며 1971년 제13회 사법시험에 합격했다. 사법연수원 3기 과정을 수료한 이후에는 대구지방법원, 광주지방법원, 광주지방법원 목포지원, 부산지방법원, 창원지방법원 진주지원에서 판사로 재직했고 1981년부터 1982년까지 부림 사건의 주심 판사를 맡았다.
1982년에 판사 자리에서 물러났으며 1983년부터 변호사로 활동했다. 1987년에는 대구지방변호사회 소속 변호사들이 발표한 4·13 호헌 조치 규탄 성명에 참여했다. 1980년대 중반부터 1990년대 중반까지는 대구경제정의실천시민연합(경실련) 대표, 대구YMCA 이사, 낙동강살리기운동협의회 집행위원장, 대구사회연구소 이사장 등 대구광역시, 경상북도의 여러 시민 단체에서 주요 직책을 맡았다.
1980년대에는 대구광역시, 경상북도에서 활동하던 운동권 인사의 변론을 도맡았을 정도로 진보주의 성향의 법조인이었지만 1990년대 중반부터 운동권과 결별하면서 보수주의 성향으로 전향하게 된다. 그 외에 대구지방변호사회 총무이사, 대구지방변호사회 부회장, 대한변호사협회 총무이사, 대한변호사협회 인권위원, 한미우호증진협의회 한국본부 대표, 대한민국정체성수호포럼 공동대표, 미래포럼 상임대표 등을 역임했다.
2013년에는 자신의 SNS에 박원순 서울특별시장, 이재명 성남시장, 김성환 노원구청장을 종북주의 성향의 지방자치단체장으로 비난하여 2014년 지방 선거(대한민국 제6회 지방 선거)에서 퇴출시켜야한다는 글을 올려 명예훼손, 모욕 등의 혐의로 인한 민·형사상 고소를 당했던 정미홍의 소송을 담당했다. 정미홍은 서석구, 전원책 등 8명의 변호사로 구성된 변호인단을 통해 재판에 나섰지만 패소했고 법원으로부터 벌금형을 선고받게 된다. 2015년에는 사단법인 대한민국사랑회로부터 제8회 우남 이승만 애국상을 수상했다. 대한민국 어버이연합 법률고문으로 재직 중이던 2016년에는 어버이연합에 대한 전국경제인연합회(전경련)의 자금 지원 의혹, 청와대의 어버이연합 개입 의혹을 적극 반박했다.
2016년부터 2017년까지 박근혜 대통령 탄핵 반대 시위에 참여했으며 대한민국 헌법재판소의 박근혜 대통령 탄핵 심판 과정에서 김평우 등과 함께 피청구인 박근혜 대통령의 대리인단을 맡았다. 박근혜 대통령 탄핵 이후에는 지만원과 함께 조선민주주의인민공화국(북한)의 5·18 광주 민주화 운동 침투설을 주장했다. 또한 유네스코가 5·18 광주 민주화 운동 관련 기록물을 세계기록유산으로 등재한 결정에 항의하여 지만원과 함께 유네스코 본부를 방문하여 논란을 빚은 바 있다. 그 외에 대한애국당 산하 천만인무죄석방본부 공동대표를 역임했다.

## 종교
로마 가톨릭교회 신자이며 세례명은 빈첸시오(Vincentius)이다. 보수주의 성향의 로마 가톨릭교회 단체인 대한민국 수호 천주교인 모임의 대표 등의 직책을 역임하고 있다.